# Crepúsculo dos Ídolos
Crepúsculo dos Ídolos ou Como Filosofar com o Martelo (em alemão: Götzen-Dämmerung oder Wie man mit dem Hammer philosophirt) é a penúltima obra de Friedrich Nietzsche, escrita e impressa em 1888, pouco antes do colapso mental do filósofo. Nietzsche a caracterizou, numa das cartas acrescentadas em apêndice a esta edição, como um aperitivo de sua filosofia aos leitores. 
Trata-se de uma síntese introdutória a toda a obra desse pensador e, simultaneamente, uma "declaração de guerra", pois é com espírito guerreiro que Nietzsche se lança contra os "ídolos", as ilusões metafísicas do Ocidente. Por exemplo, a moral cristã, os "erros da razão" como grandes equívocos da filosofia, as ideias e tendências modernas e seus representantes. Variados e abrangentes, esses ataques compõem um mosaico dos temas e atitudes do autor: o perspectivismo, o aristocratismo, o realismo ante o corpo, o materialismo, a abordagem psicológica de artistas e filósofos e a misoginia. 
O título do livro é uma paródia ao título de uma ópera de Richard Wagner, Crepúsculo dos deuses. No subtítulo, a palavra "martelo" deve ser entendida como destroçar os ídolos, além de um diapasão para, ao tocar as estátuas dos ídolos, comprovar que são ocos.